# Danse de bal
 (mai 2017).
Si vous disposez d'ouvrages ou d'articles de référence ou si vous connaissez des sites web de qualité traitant du thème abordé ici, merci de compléter l'article en donnant les références utiles à sa vérifiabilité et en les liant à la section « Notes et références ».
Les danses de bal sont des danses sociales pratiquées par des danseurs amateurs, dans des réunions organisées ou même improvisées, par opposition à la danse spectacle et par opposition à la danse individuelle en discothèque dont le mouvement de danse n'est pas collectif. Un bal peut être gratuit (bal en plein air, bal du 14 juillet, fête locale, bal de vacances...) ou payant, et peut être public ou sur invitation (bal de Vienne, bal des débutantes, etc.).

## Évolution de la danse de bal
La danse de bal a évolué avec les mœurs. Les traditionnels « bals du samedi soir » qui se déroulaient successivement dans chaque commune d’une région, ou les guinguettes immortalisées par les peintres et poètes du début du XXe siècle, ont laissé place à plusieurs phénomènes sociologiques distincts :
- la danse en discothèque est axée sur les danses individuelles sans figures ou règles, sur une musique animée par un DJ.
- la danse de bal proprement dite, en couple ou en ligne, est pratiquée en bals thématiques ou généralistes.

## Les différents types de bals

### Bals généralistes
Dans un bal non thématique, pour tout public, de nombreux styles différents sont proposés pendant son déroulement selon les goûts du public et les habitudes du groupe musical d’animation. Le déroulement comporte en général une progression, commençant par les danses de salon traditionnelles (tango de salon, boléro, valse...) ou musette (java, valse musette...), puis des danses latines plus rapides (samba, salsa...) ou plus « vacances » (biguine, lambada, zouk...), du rock  classique (rock lent ou rapide, twist, madison...), puis une fin de soirée plus « discothèque » (disco, techno...), le tout entrecoupé de quelques slows ou rumbas.
En période estivale, outre les bals traditionnels des fêtes (14 juillet, fête locale, fête de la musique, ferias), les bals sur les places publiques permettent d’animer les bars et de créer un but de sortie. Dans les stations balnéaires, ce sont plusieurs bals par semaine qui sont organisés, de style divers, sans compter les animations dans les campings, les clubs de vacances ou les hôtels eux-mêmes.

### Bals thématiques
La qualité de mouvement y est nettement meilleure que dans les bals généralistes. Les différents types de bals :
- danses traditionnelles, ou bals folk
- rock, lindy Hop, swing
- tango rioplatense
- salsa
- bal rétro, où des danses de salon traditionnelles sont privilégiées, souvent mélangées à des rocks seventies ou assimilés (disco, madison)
- country et assimilés (jive,  valse lente...)

### Le bal comme forme socio-culturelle d'éducation des jeunes
En 2006, un projet éducatif innovant "Danses historiques et domestiques pour les enfants et les jeunes en tant que forme d'éducation socioculturelle" a été mis en place en Ukraine dans la ville de Yalta (chef de projet - professeur de l'Université des sciences humaines de Crimée Svitlana Avramenko). En raison de la large résonance après un reportage télévisé spécial de Vira Frolova et Viktor Ulyankin  les bals ont commencé à se tenir au palais Massandra à Yalta et en Crimée en général.

## Les bals en France aujourd’hui
En même temps que les cours et associations de danse de salon se sont multipliés, de nombreuses occasions de bals sont proposées, organisés par les clubs eux-mêmes, les municipalités, les campings en été. 

### Clubs et écoles associatives
Chaque ville de France importante possède une ou plusieurs associations ou écoles de danse destinées aux amateurs de danse de bal. Des cours sont donnés par des professeurs indépendants, soit dans le cadre d’école privée, soit d’associations ou clubs type loi de 1901, utilisant ou non des locaux municipaux.
On en compte plus de 500 en France, et plus de 20 à Toulouse par exemple.

### Enseignants
Les moniteurs et professeurs de danses de bal et de loisir sont formés lors de stages, par des centres de formation spécialisés.

### Bals folk
À la suite des courants revivalistes des années 1970 et de l'éclosion de groupes tels que Tri Yann ou Malicorne, de nombreux Bal Folk sont organisés çà et là. S'y pratiquent des danses héritées de la tradition de divers pays européens, ou recréées récemment : l'objectif principal est de redonner à la danse populaire sa place dans la vie sociale, ou toutes les générations et les origines sociales se croisent dans les bals. La convivialité y est mise en avant.
Les bals populaires trad ou folk sont souvent organisés par des associations. Ils regroupent des amateurs de tous âges qui peuvent venir seuls, en couple ou en famille. La musique y est toujours vivante (groupe de musiciens.) Les danses jouées peuvent être d'origine rurale locale ou comprendre des danses de diverses régions voire pays d'Europe ou également des nouvelles danses folk qui se développent (compositions d'animateurs de danses ou de musiciens.) Des réseaux de formation existent, des festivals annuels ou bi-annuels dans divers pays tels que le Grand Bal de l'Europe, et des calendriers en ligne publiant les dates des bals.

### Bals de société
Les bals de société sont des bals plus formels, avec invitations, tenue soignée, dans un but soit caritatif, soit de rencontre sociale ou de maintien d'une tradition. On peut citer parmi les plus connus:
- Le bal des débutantes, rendez-vous de la haute bourgeoisie parisienne
- Les bals des grandes écoles (Polytechnique, Centrale, Arts et métiers, HEC…)
- Le bal de Vienne qui reconstitue en costume les bals impériaux au rythme des valses de Strauss.

### Bals historiques
Les bals historiques sont des bals aussi formels que les bals de société décrits ci-dessus, avec une thématique historique précise, et donc un lieu et des costumes respectant le thème choisi. Ce sont des bals de reconstitution, permettant de plonger les participants dans l'ambiance du bal, tel qu'il se serait déroulé à l'époque. Le choix de l'époque (voire de l'année) est laissée aux mains des organisateurs. Il peut s'agir de bal Premier Empire, Restauration, Second Empire, Années Folles, et tant d'autres encore.

### Dancings
Un dancing est un lieu payant où la danse est pratiquée selon des horaires connus, avec un style défini. Le nombre de dancings a beaucoup diminué en France, concurrencé par les nombreuses autres organisations de bals.